# Theodor Prošek
Theodor Prošek (též Bogdan Prošek, bulharsky Богдан Прошек, 2. července 1858 Beroun – 26. října 1905 Sofie) byl český stavební podnikatel, pivovarník a tiskař, který většinu života strávil v Bulharsku. Byl bratrem stavitele Jiřího Proška a bratrancem stavitelů Josefa a Václava Proškových, rodinného klanu stavitelů a podnikatelů v Bulharském knížectví.

## Životopis

### Mládí
Narodil se v Berouně ve středních Čechách do rodiny Jiřího Františka Proška a jeho manželky Marie roz. Bartákové, dobré hráčky na klavír. Rodina Proškova žila v Berouně po 300 let. Jeho bratranci byli Václav Prošek a Josef Prošek, kteří rovněž pocházeli z Berouna a kteří později přijeli do Bulharska na jeho a Theodorovo pozvání a chvíli zde pracovali jako architekti a inženýři. Theodor navštěvoval obecnou školu v rodném městě, po gymnáziu vystudoval ČVUT v Praze.

### V Bulharsku

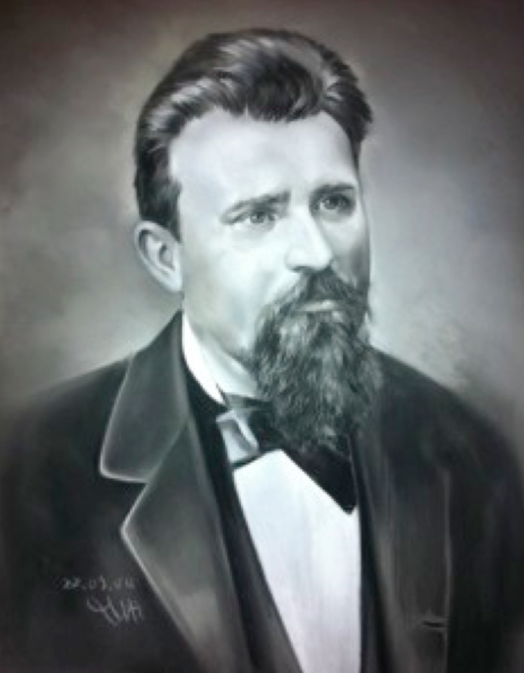
Bratr Jiří Prošek

Po studiích pak přijal v roce 1878 nebo 1879 pozvání svého staršího bratra Jiřího k odchodu do Bulharska. Jiří Prošek zde působil od roku 1868, účastnil se rusko-turecké války a po získání bulharské nezávislosti roku 1878 se zde stal etablovaným stavitelem a podnikatelem. Ve stejné době sem odcestoval za prací bratranec Prošek.
Se svým bratrem Jiřím založili první tiskárnu v Sofii, Hofdruckerei Sofia. V letech 1881 až 1884 pak založili a postavili pivovar Prošek, který byl největším a nejmodernějším podnikem svého druhu v Sofii. Na počátku 90. let 19. století byl také předním odborníkem na sofijský pozemkový katastr, vytvářený od roku 1878, bratr Theodor se pak věnoval především vedení tiskárny. Společně působili jako společníci stavební firmy, která v Sofii postavila mj. Lví most (1888 až 1891) a Orlí most (1889 až 1891). Právě Orlí most přirozeně také zlepšil infrastrukturu pro dopravu do pivovaru 150 m na severovýchod a do jeho pivnice. Bogdan Prošek se také roku 1905 podílel na výstavbě přístavu ve Varně. Později založili také vlastní továrnu na keramiku. Společně si také postavili honosný dům na sofijské ulici Moskevská č. 5, který svým vzezřením připomíná šlechtický palác.

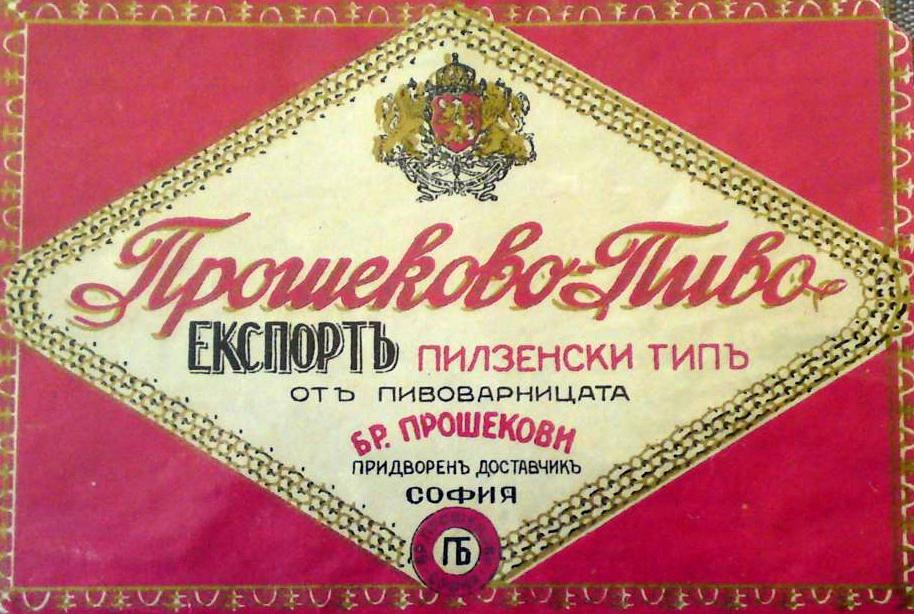
Etiketa pivovaru Prošek

Společnost „Bratři Georgi a Bohdan Prošek“ byla založena v roce 1895 a existovala až do vyvlastnění po komunistickém převratu v Bulharsku v roce 1947. Budova tiskárny byla později výrazně poničena při bombardování Sofie v roce 1944 během druhé světové války a v roce 1947 znárodněna.

### Úmrtí
Theodor/Bogdan Prošek zemřel 29. října (13. října dle bulharského kalendáře) v Sofii v roce 1905 ve věku 47 let, necelý měsíc po svém bratrovi Jiřím. Byl pohřben v rodinné hrobce v katolické sekci na sofijském Ústředním hřbitově v Orlandowzi.

### Rodina
S manželkou Wilhelminou a měl tři dcery (Boženu, Milka a Vlastu) a syna (Bogdana). Dcera Božena se provdala za Josefa Urbana, dlouholetého vysokého úředníka magistrátu v Praze. Druhá dcera Milka se provdala za Georgiho Kupova. Společníci rodinné firmy „Bratři Georgi a Bogdan Proschek“ (bulharsky Bratya Georgi a Bogdan Proschek) jej však chtěli vyloučit z vedení, což vedlo k trvajícím sporům ve firmě trvajícím přes 20 let.